# Пиастър
Пиастър е популярното название на испанското и латиноамериканското песо – сребърна монета около 25 грама, 40 мм. От своя страна испанското песо се равнява на 8 реала, поради което често е бил наричан и „осмак“.
Названието произлиза най-вероятно от италианското "piastra d'argento" – т.е плочка сребро – така са я наричали венецианските търговци от Леванта през 16 век.  Според други изследователи обаче произходът на думата идва от "piasters" – стълбовете на Херкулес, изобразени на задната страна на монетата. 
До началото на 19 век пиастърът една от предпочитаните монети в международната търговия – котирал се на борсата и се приравнявал със сребърните слитъци. По образец на пиастъра подобни монети се сечали в Турция (куруш) и Египет, а също в Прусия при Фридрих II (1740–1786) и във Франция от 1885 г. за френските колонии в Азия: Френски Индокитай и Френска Индонезия. През 17 век Дания пуснала в обращение пиастри с изображението на датскя герб, а през 18 век на тях вече били изобразени стълбовете на Херкулес с гербовете на Дания и Норвегия помежду им. През 18 век пиастри се секат и в Крим от хан Шагин-Гирей. 
В Индокитай монетата била въведена през 1885 г. от французите, съдържала 27.215 гр. сребро и се деляла на 100 цента. През 1930 е въведено златно съдържание, равняващо се на 1/10 от френския франк. Монетата била в обращение в Демократична република Виетнам до 1950 г., а в Южен Виетнам била официална валута до 1957 г. През 20 век пиастърът във френските колонии имал дори хартиен вариант – във вид на банкнота. 
Понастоящем подобни монети има в Египет, Йордания, Ливан, Либия, Южен Судан, Судан, Сирия и др., като те се равняват на 1/100 от основната национална валута. 